# النهضة الإنسانية

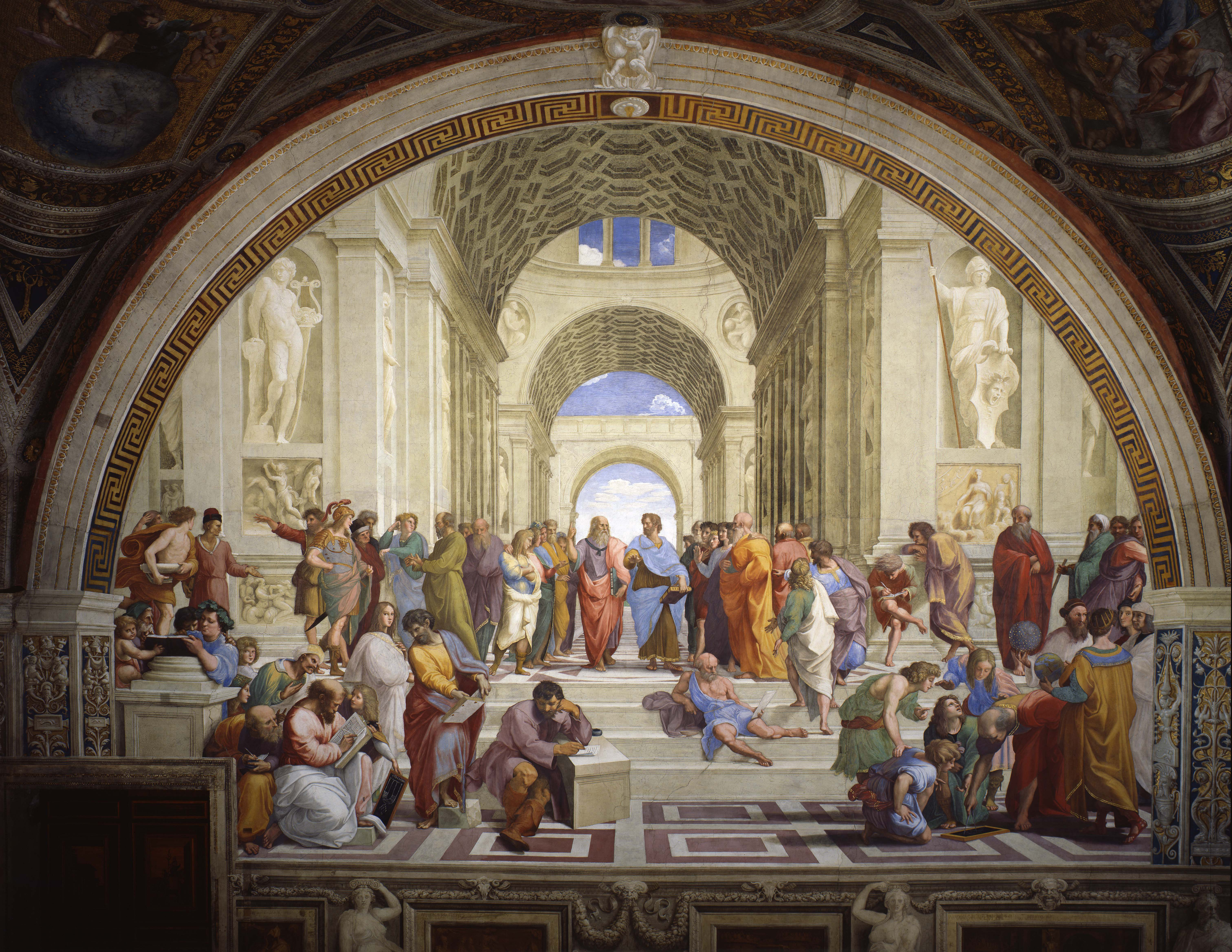

النهضة الإنسانية (بالإنجليزية: Renaissance humanism)‏ ، كان نشاط اصلاح ثقافي وتعليمي انخرط فيه الدارسون والكتاب والزعماء المدنيين الذين يُعرفون اليوم كإنسانيي النهضة. وقد تطورت أثناء القرن 14 وأوائل القرن 15، وكان رداً على تحدي التعليم المدرسي القروسطي، الذي ركز على الدراسات العملية وقبل الاحترافية و - العلمية. ركزت المدرسية على اعداد الرجال ليصبحوا أطباء ومحامين وعلماء لاهوت محترفين، وكان التدريس من من كتب دراسية مصدق عليها في المنطق، الفلسفة الطبيعية، الطب، القانون، واللاهوت. المراكز الرئيسية للإنسانية كانت فلورنسا وناپولي.

## النشأة

### إيطاليا
لقد كان حكم آل مديتشي أو كان زمانهم هو العهد الذي أستحوذ فيه الإنسانيون على عقل إيطاليا واستأثروا به، وحولوه من الدين إلى الفلسفة، ومن السماء إلى الأرض، وكشفوا فيه للجيل المندهش المنذهل عن ثراء الفكر الوثني والفن الوثني، ولقد أطلق على هؤلاء الناس الذين جنوا بالعلم جنوناً منذ أيام أريستو البعيدة اسم الإنسانيين. لأنهم كانوا يسمون دراسة الثقافة القديمة الإنسانيات أو الآداب الأكثر إنسانية (لا الأكثر رحمة). وأضحت الدراسة الصحيحة الخليقة بالبشر في أيامهم هي الإنسان نفسه بكل ما يكمن في جسمه من قوة وجمال، وما في حواسه ومشاعره من بهجة وألم، وما في عقله من جلال واهن، دراسته من هذه النواحي كلها كما تظهر موفورة كاملة ابعد حد في آداب اليونان والرومان وفنونهم القديمة. وهذه هي الإنسانيات.

### اليونان
لقد كانت الكتب اللاتينية كلها تقريباً، وكثير من الكتب اليونانية الموجودة عندنا في هذه الأيام، معروفة عند علماء العصور الوسطى المنتشرين في بقاع مختلفة من أوروبا، وكان أهل القرن الثالث عشر يعرفون أكابر الفلاسفة الوثنيين. ولكن ذلك القرن قد غفل أو كاد عن الشعر اليوناني، وكانت طائفة كبيرة من الكتب القديمة القيمة التي نجلها الآن مهملة في مكتبات الأديرة أو الكنائس الكبرى. وكانت هذه الأركان المنسية أكثر الأماكن التي عثر فيها بترارك ومن جاءوا بعده على الكتب القديمة» المفقودة«، التي يسميها» السجينة الظريفة الأسيرة في أيدي السجانين» الهمج«. وارتاع بوكاتشيو حين زار مونتي كسينو ووجد المخطوطات الثمينة تبلى في التراب، أو تقطع لتكتب عليها المزامير أو تتخذ تمائم. ولما زار بجيو دير القديس جول St. Gall في سويسرا وجد كتاب الأنظمة لكونتليان في جب قذر مظلم، وأحس وهو يستنفذ هذا الملف كأن المعلم القديم يمد يديه متوسلا إليه أن ينقذه من» البرابرة«، فقد كان هذا هو الاسم الذي يطلقه الإيطاليون المعتزون بثقافتهم على الفاتحين الغلاط المقيمين وراء جبال الألب، كما كان يطلقه عليهم اليونان والرومان من قبل. وكان بجيو وحده هو الذي أخرج من هذه القبور نصوص لكريشيوس، وكولوملا، وفرنتينوس، وفتروفيوس، وفليريوس فلاكرس، وترتليان، وبلوتوس، وبترونيوس، وأميانس مرسلينس، وعدد غير قليل من خطب شيشرون الكبرى. واستخرج كولوتشيو سليوتاتي في فرتشيلي كثيراً من رسائل شيشرون إلى أسرته (1389). وعثر جرلدو لندرياني على رسائل شيشرون في علم البيان موضوعة في صندوق قديم في لدفي Lodfi (1422)، وأنقذ أمبروجيو ترافرساري كرنليوس نيبوس من النسيان في بدوا (1343)، وكشفت كتب تاستس Tacitus وهي Germania, Agricola، و Dialogi (الزارع، والألمانية، والحوار) في ألمانيا (1455)، واستردت الكتب الستة الأولى من حوليات تاستس ومخطوط كامل من رسائل بلني الأصغر من ديركورفي Corvey،(1508) وأضحت من أكثر ممتلكات ليو العاشر قيمة.
وكان أكثر من عشرة من الإنسانيين يدرسون أو يطوفون ببلاد اليونان في نصف القرن السابق على فتح الأتراك للقسطنطينية، وأعاد واحد منهم هو جيوفني أورسبا Giovanni Aurlspa إلى إيطاليا 238 مخطوطا تشمل فيما تشمله مسرحيات إيسكلس Aeschylus وسفكليز، واستنقذ رجل آخر يدعى فرانتشسكو فيليلفو Francesco Filelfo من القسطنطينية (1427) نصوص هيرودت، وتوكيديدس، وبوليبيوس، ودمستين، وايسكنيس Aeschines، وأرسطو، وسبعا من مسرحيات يوربديز. ولما عاد هؤلاء الرواد وأمثالهم إلى إيطاليا بما كشفوه من الذخائر، كانوا يقابلون كما يقابل قواد الحرب المنتصرون، وكان الأمراء ورجال الدين يؤدون أغلى الأيمان لبعض هذا الفن. وأدى سقوط القسطنطينية إلى ضياع كثير من الكتب القديمة التي أثبت الكتاب البيزنطيون وجودها في مكتبات تلك المدينة، غير أن آلافاً مؤلفة منها قد أنقذت، وجئ بمعظمها إلى إيطاليا، ولا تزال خير المخطوطات اليونانية القديمة موجودة فيها حتى الآن. وظل الناس ثلاثة قرون من أيام بترارك إلى تاسو Tasso يجمعون المخطوطات بحماسة وحب كحب الآباء للأبناء، وقد اتفق نيقولو دي نقولى أكثر من ثروته في هذا العمل، وكان أندريولو دي أوكيس على استعداد لأن سيضحي ببيته، وزوجته، وحياته نفسها لكي يضيف شيئاً إلى مكتبته، وكان بجيو يألم أشد الألم حين يرى شيئاً من المال ينفق على غير الكتب. وأعقبت ذلك ثورة في نشر الكتب، فقد شرع الناس يدرسون هذه النصوص المكتشفة، ويفاضلون بها، ويصححونها، ويشرحونها، وقامت من أجل ذلك حملة امتدت من لورندسو فلا في نابلي إلى سيرتومس موره في لندن، وإذ كانت هذه الجهود تتطلب في كثير من الأحيان علماً باللغة اليونانية، فقد أرسلت إيطاليا-ونهجت نهجاً فيما بعد فرنسا، وإنجلترا، وألمانيا-تستدعي مدرسين للغة اليونانية، وتعلم أورسب، وفيليلفو تلك اللغة في بلاد اليونان نفسها، ولما جاء مانيول كريسلوراس إلى إيطاليا (1397) مبعوثاً إليها من بيزنطية، وأقنعته جامعة فلورنس بالانضمام إلى اساتذتها ليكون أستاذاً للغة اليونانية وآدابها، وكان من بين تلاميذه في هذه الجامعة بجيو، وبلا استروتسي، ومرسوبيني ومانتي. وبدأ ليوناردو بروني بدراسة القانون ولكنه تركه بتأثير كريسلوراس وشرع يدرس اللغة اليونانية، ويحدثنا هو عن ذلك فيقول: » والقيت بنفسي في تيار تدريسه بحماسة بلغ مناه أن امتلأت احلامي بالليل بما كنت أتلقاه منه بالنهار«. ترى هل يتصور أحد في هذه الأيام أن النحو اليوناني كان في وقت ما يستحوذ على الألباب استحواذ قصص المغامرات والروايات الغرامية في هذه الأيام؟

### مجلس فلورنسا
والتقى اليونان والإيطاليون عام 1439 في مجلس فلورنس، وكانت الدروس التي يبادلونها معاً في اللغة أبلغ أثراً في شئون الدين. وهناك ألقى جمستس بليثو محاضراته الذائعة الصيت التي كانت ختام سيادة أرسطو على الفلسفة الأوربية وجلوس أفلاطون على عرش هذه الفلسفة جلوس الآلهة. ولما انقض اجتماع المجلس بقى في إيطاليا يؤانس بساريون وكان قد جاء إليها بوصفه أسقف نيفية، وقضى جزءاً من وقته يعلم اللغة اليونانية. وامتدت حمى الدرس إلى غير فلورنس من المدن، فجاء بها بساريون إلى روما، وعلم ثيودورس جازا اللغة اليونانية في بروجيا (1450)، وبدوا، وفلورنس، وميلان (1492-1511 أو نحو ذلك الوقت)، ويؤانس أرجيروبولس في بدوا (1441) وفلورنس (1456-1471)، وروما (1471-1486)، وقد جاء هؤلاء كلهم إلى إيطاليا قبل سقوط القسطنطينية (1453)، ولهذا فإن هذه الحادثة لم يكن لها إلا شأن قليل في انتقال اللغة اليونانية من بيزنطية إلى إيطاليا. غير أن استيلاء الأتراك على الأراضي المحيطة بالقسطنطينية شيئاً فشيئاً بعد عام 1356 كان من العوامل التي حملت العلماء اليونان على الانتقال نحو الغرب. وكان من الذين فروا من العاصمة الشرقية عند سقوطها قسطنطين لسكارس، وقد جاء ليعلم اللغة اليونانية في ميلان (1460-1465)، ونابلي، ومسينا (1466-1501)، وكان كتابه في النحو أول كتاب يوناني طبع في إيطاليا في عهد النهضة.
ولم يمض إلا وقت قليل على وجود هؤلاء العلماء جميعاً، وتلاميذهم، ونشاطهم الحماسي في إيطاليا، حتى ترجمت كتب الأدب اليوناني والفلسفة اليونانية إلى اللغة اللاتينية ترجمة أكمل، وأدق، وأبلغ مما ترجم منها في القرنيين الثاني عشر والثالث عشر. وترجم جوارينو أجزاء من كتب استرابون وأفلوطرخس، وترجم ترافرساري ديوجين ليرتيوس، وترجم فلا هيرودوت وتوكيديدس، والإلياذة، وترجم بيرتي بولبيوس، وترجم فيتشينو أفلاطون وأفلوطين، وكان أفلاطون بنوع خاص أعظم من أهش الإنسانيين وامتعهم. ذلك أنهم كانوا يبتهجون بجمال أسلوبه وسلاسته، ويجدون في المحاولات مسرحية أكثر وضوحاً وحيوية ومواءمة لروح العصر الذي يعيشون فيه مما يجدونه في جميع مسرحيات إيسكلس، أو سفكليز أو يوربديز، وكانوا يحسدون اليونان في عصر سفكليز على ما كان لهم من حرية واسعة في مناقشة أهم مشاكل الدين والسياسة وأكثرها دقة، ويدهشون من هذه الحرية، وكانوا يظنون أنهم واجدون في آراء أفلاطون-التي جعلها صاحبها معماة غامضة-فلسفة صوفية خفية تمكنهم من الاحتفاظ بمسيحية لم يعودوا يؤمنون بها، ولكنهم لم ينقطعوا عن حبها. وتأثر كوزيمو ببلاغة جمستس بلثيو وتحمس تلاميذه في فلورنس فأنشأ في المدينة مجمعاً علمياً أفلاطونياً (1445) لدراسة أفلاطون، وأمد مرسيليو فيتشينو بالكثير من المال الذي أمكنه من أن يخصص نصف حياته لترجمة مؤلفات أفلاطون وشرحها. ومن ذلك الحين فقدت الفلسفة المدرسية (الكلامية) سيطرتها في الغرب بعد أن دامت لها هذه السيطرة أربعمائة عام، وحل الحوار والمقالة محل الجدل المدرسي فأصبحا هما الصورة التي اتخذها العرض الفلسفي، ودخلت روح افلاطون المطربة المبهجة في جسم التفكير الأوربي الناشئ دخول الخميرة المنعشة في العجين.
لكن هذه الثورة قد اعقبتها شئ من رد الفعل. ذلك أنه كلما زاد ما كشفته إيطاليا من تراثها الأدبي القديم غلب على إعجاب الإنسانيين ببلاد اليونان فخرهم بأدب روما القديمة وفنها، ولهذا أحبوا اللغة اللاتينية واتخذوها أداة لأدب حي، فجعلوا أسماءهم لاتينية، وجعلوا مصطلحات عباداتهم وحياتهم المسيحيتين رومانية: فصار أسم الله يوبتر، وأسم العناية الإلهية فاتوم والقديسين ديفي، والراهبات والبابا بنتفكس مكسيموس (الحير الأعظم)، وصاغوا أسلوب نثرهم على غرار أسلوب نثرهم على غرار أسلوب شيشرون، وشعرهم على غرار شعر فرجيل وهوراس، وبلغ بعضهم مثل فيليفو، وبوليتيان بأسلوبهم درجة من الرشاقة تكاد تعادل رشاقة الأقدمين. وهكذا أخذت النهضة تعود ادراجها من اللغة اليونانية إلى اللغة اللاتينية، ومن أثينة إلى روما، وبدا كأن خمسة عشر قرناً من الزمان قد أخذت تطوى طيا، وكأن عصر شيشرون، وهوراس، وأوفد، وسنكا، قد ولد من جديد. وأصبح الأسلوب وقتئذ أعظم شأنا من المعنى، وغلبت الصورة على المادة، وترددت أصداء خطب العصر الماضي المجيد مرة أخرى في أبهاء الإيطالية بدل اللاتينية، ولكنهم كانوا يحتقرون لغة المسالي والمغاني ويرونها لاتينية فاسدة منحطة (وفي الحق أنها تكاد تكون كذلك)، ويأسفون لأن دانتي آثر اللغة الدارجة. وقد جوزي الإنسانيون على فعلتهم هذه بأنهم فقدوا اتصالهم بمصادر الأدب الحية، وترك الشعب مؤلفات الإنسانيين إلى الأشراف وآثر عليها القصص المرحة التي كان يكتبها له ساكتي، وبنديلو، أو الروايات الغرامية التي تمزج الحرب بالحب والتي كانت تترجم أو تقتبس باللغة الإيطالية من الفرنسية. بيد أن الافتتان العابر بلغة ميتة وأدب» خالد«قد أعان المؤلفين الإيطاليين على أن يستردوا ما كان لهم من شغف بفنون العمارة، والنحت وموسيقى الأسلوب، وأن يضعوا قواعد الذوق والنطق التي رفعت اللغة القومية إلى صورتها الأدبية، ووضعت للفن هدفا ومستوى. وإذا انتقلنا إلى مجال التاريخ وجدنا أن الإنسانيين هم الذين أنهوا عهد الإخباريين المتعاقبين من كتاب العصور الوسطى، وهم الكتاب الخالية كتبهم من النقد السليم والمليئة بالفوضى، وأحلوا محل طريقتهم تمحيص المصادر والتوفيق بينها، وعرض مادتها عرضا منتظما واضحا، وبعث الحيوية والإنسانية في الماضي بمزج السير بالتاريخ، والارتفاع بقصتهم إلى مستوى فلسفي بتمحيص علل الحوادث، وتياراتها، ونتائجها، ودراسة ما في دروس التاريخ من انتظام واتساق.

## الوثنية والمسيحية في النهضة
وانتشرت الحركة الإنسانية في جميع أنحاء إيطاليا، ولكن زعماءها كلهم تقريباً من مواطني فلورنس أو خريجيها إلى أن جلس رجل من آل ميديتشي على كرسي البابوية. وكان كولوتشيو سلوتاري الذي أصبح الأمين الإداري لمجلس الحكام في عام 1375 حلقة الاتصال بين بترارك وبوكاتشيو من جهة وكوزيمو من جهة أخرى، وكان يعرف ثلاثتهم ويحبهم جميعاً. وكانت الوثائق العامة التي كتبها نماذج عالية من اللغة اللاتينية الفصحى، وكانت هي المثل الذي حاول الموظفون العموميون في البندقية، وميلان، ونابلي، ورومة أن يحتذوه، وقال جيانجليتسو أمير ميلان إن سالوتاري قد أضر اسلوبه الممتاز أكثر مما يستطيع أن يضره جيش من الجنود المرتزقين. وكان اشتهار نيقولو دة نيقولي بأسلوبه اللاتيني يعادل اشتهاره بجمع المخطوطات، وكان بروني يسميه» رقيب اللسان اللاتيني«، وكان يفعل ما يفعله غيره من المؤلفين فيعرض ما يكتبه على نقولي ليصححه قبل ان ينشره. وكان نقولي يملأ بيته القديم من كتب الأدب، والتماثيل، والنقوش، والمزهريات، وقطع النقد، والجواهر، وقد امتنع عن الزواج خشية أن يلهيه زواجه عن كتبه، ولكنه وجد لديه متسعاً من الوقت يقضيه مع حظية سرقها من فراش أخيه. وقد فتح أبواب مكتبته لكل من يعني بالدراسة فيها، وحث شبان فلورنس على أن يهجروا ويستبدلوا به الأدب. وأبصر مرة شابا ثرياً يقضي يومه بلا عمل فسأله: » ما هي غايتك في الحياة؟«فأجابه في صراحة: » غايتي أن استمتع بوقتي«، فسأله نيقولي مرة أخرى: » فإذا انقضى عهد شبابك فماذا يكون شأنك؟«وأدرك الشاب ما ينطوي عليه هذا القول من معنى، ووضع نفسه من ذلك الوقت تحت سلطان نيقولي وإرشاده.
وترجم ليوناردو بروني، الذي كان أميناً لأربعة بابوات ثم صار فيما بين عامي 1427 و 1444 لمجلس السيادة في فلورنس، طائفة من محاورات أفلاطون إلى لغة لاتينية ممتازة كشفت لإيطاليا لأول مرة عن روعة أسلوب أفلاطون، وألف ليناردو باللغة اللاتينية تاريخاً لمدينة فلورنس كان سبباً في أن أعفته الجمهورية هو وأبناءه من الضرائب، وكانوا يوازنون بين خطبه وخطب بركليز. ولما توفى أقام له كبار المدينة جنازة عامة كما كان يقام للأقدمين، ودفن في كنيسة سانتا كرونتشي (الصليب المقدس Santa Croce) ووضعوا كتابه التاريخ فوق صدره، وخطط له برناردو روسلينو قبراً عظيماً فخما يستريح فيه.
وولد كارلو مارسبيني في ارتسو كما ولد فيها بروني وخلفه في أمانة مجلس السيادة، وقد روع أهل زمانه بأن كان يحفظ نصف الآداب اليونانية والرومانية عن ظهر قلب. ولم يكن يترك مؤلفاً قديماً لم يقتبس من أقواله في خطابه الأول حين عين أستاذاً للآداب في جامعة فلورنس. وقد بلغ من إعجابه بالوثنية القديمة أن كان يشعر بأن من واجبه أن ينبذ الدين المسيحي، ولكنه رغم هذا كان وقتاً ما أميناً رسولياً للكرسي البابوي في رومة، وقد دفن هو أيضاً في كنيسة سانتا كرتشي ورثاه جيانتسو مانتي بمرثية رائعة، واختط له دزديريو دا ستنيانو (1453) قبراً مزخرفاً، وإن قيل إنه مات دون أن يعنى بتلقي القربان المقدس (28). وكان مائتي الذي رثى هذا الملحد رجلاً لا تقل قواه عن علمه، وقد ظل تسع سنين لا يكاد يغادر في أثنائها بيته وحديقته، منكباً على دراسة الآداب القديمة، وتعلم اللغة العبرية واللغتين اليونانية واللاتينية، ولما عين سفيراً لدى روما، ونابلي، والبندقية، وجنوي افتتن به كل من رآه، وكسب في هذه المدن كلها صداقة أهلها لحكومته بفضل ثقافته، وسخائه، واستقامته.
وكان هؤلاء الرجال على بكرة أبيهم ما عدا سالوناري من أعضاء الندوة التي تجتمع في بيت كوزيمو بالمدينة أو بيته الريفي، وكانوا يتزعمون الحركة العلمية أثناء سلطانه. وكان لكوزيمو بالمدينة أو في بيته الريفي، وكانوا يتزعمون الحركة العلمية أثناء سلطانه. وكان لكوزيمو صديق آخر لا يكاد يقل عنه سخاء على العلم والعلماء، ذلك هو أمبروجيو ترافرساري القائد في طائفة الرهبان الكملدولية Camaldulite، والذي كان يعيش في صومعة في دير سانتا ماريا دجلي أنجيلي القريب من فلورنس. وكان يتقن اللغة اليونانية، وتنتابه نوبات من وخز الضمير لحبه الآداب القديمة، وكان يأبى أن يقتبس شيئاً منها في كتاباته، ولكنه كشف عن أثرها فيه بأسلوبه اللاتيني الذي كانت عباراته الإصلاحية التقية مما يرتاع له الجريجوريون المشهورون جميعاً لو أنهم اطلعوا عليها. وكان كوزيمو، الذي يعرف كيف يوفق بين الآداب القديمة وأساليب المالية العليا من جهة والدين المسيحي من جهة أخرى، ويحب أن يزور ترافرساري، كما كان نقولي، ومارسبيني، وبروني، وغيرهم يتخذون صومعته ندوة أدبية لهم.
وكان أعظم الكتاب الإنسانيين نشاطاً وأكثرهم سبباً للمتاعب هو بجيو براتشيوليني Poggio Bracciolini. وقد ولد لأبوين فقيرين بالقرب من أرتسو (1380)، وتلقى تعليمه في فلورنس، ودرس اللغة اليونانية على ما نيول كريسلوراس Manuel Chrysoloras، وكان يكسب عيشه بنسخ المخطوطات، وصادقه سالوتاري وعطف عليه، وعين في الرابعة والعشرين من عمره كاتباً في المحكمة البابوية في رومة، وقضى السنين الخمسين التالية يعمل في البلاط البابوي، ولم ينل في خلال هذه المدة كلها شيئاً من الرتب الدينية حتى أصغرها، ولكنه كان يرتدي الثياب الكهنوتية. وقدر له القائمون على البلاط نشاطه فأرسلوه في أكثر من عشر بعثات، وكثيراً ما كان يحيد من عمله فيها ليبحث عن المخطوطات القديمة، وقد يسر له منصبه في الأمانة البابوية الوصول إلى الكنوز المخبوءة في المكتبات التي كان يحرص عليها أشد الحرص أو كانت تهمل أشد الإهمال في أديرة القديس جول St. Gall ولانجر Langers، وفينجارتن Weingarten وريتشنو Reichenau وقد بلغت غنائمه من هذه المكتبة حداً من الثراء جعل بروني وغيره من الكتاب الإنسانيين يحبونه أعظم تحية ويرون أن أعماله كانت من المعالم البارزة في تاريخ ذلك العصر. ولما عاد بجيو إلى روما كتب لمارتن الخامس Martin V دفاعاً مجيداً عن عقائد الكنيسة، ومع أنه كان في المجتمعات الخاصة يسخر مع غيره من موظفي البلاط البابوي من العقائد المسيحية (29). وقد كتب عدة محاورات ورسائل بلغة لاتينية غير مصقولة ولكنها منعشة مطربة، يندد فيها برذائل رجال الدين، بينما كان هو يرتكب تلك الرذائل إلى أقصى حد تمكنه منه موارده. ولما أن غاب عليه الكردنال سانتا أنجيلو وجوده أبناء له، وهو ما لا يليق برجل يرتدي الثياب الكهنوتية، وأن له عشيقة، وهو أمر لا يليق حتى برجل من غير رجال الدين، رد بجيو على ذلك بقحته المعهودة: » إن لي أبناء وذلك أمر يليق بغير رجال الدين، وإن لي عشيقة وتلك إحدى عادات رجال الدين القديمة (30). ولما بلغ الخامسة والخمسين من عمره هجر عشيقته التي ولدت له أربعة عشر طفلاً، وتزوج بفتاة في سن الرابعة عشرة. وكاد في هذه الأثناء أن يكون هو مؤسس علم الآثار الحديث، لأنه جد في جمع القديم من النقود، والنقوش، والتماثيل، وعنى بوصف ما كان باقياً من الآثار الرومانية القديمة بدقة العلماء المبرزين. وقد صحب البابا أوجنيوس الرابع Eugenius V إلى مجلس فلورنس وتنازع مع فرانتشسكو فيللفو، وتبادل مع السباب بأقبح الألفاظ، ولم يتورع عن أن يتهمه بالسرقة، والكفر بالله، واللواط. ولقد اسره كل السرور وهو في روما أن يعمل لنقولا الخامس البابا الإنساني، وكتب وهو في سن السبعين كتاب الفكاهات الذائع الصيت، وهو مجموعة من القصص، والهجاء، والبذاءات. ولما انضم لورندسو فلا إلى هيئة الأمناء البابوية هاجمه بجيو بسلسلة جديدة من المطاعن اتهمه فيها باللصوصية والتزوير، والخيانة، والإلحاد، والسكر، وفساد الأخلاق. ورد فلا على هذا بأن سخر من لغة بجيو اللاتينية، وذكر أخطاءه في النحو والتراكيب، وقال إنه لا يعني به لأنه ابله يهذي ذهبت سنه بعقله (31). ولم يعبأ أحد بهذا الاتهام الأدبي غير الضحية التي وجه إليها، ذلك أن هذه المطاعن كانت مباريات في الكتابة اللاتينية، ولقد أعلن بجيو فعلا في إحدى هذه المقالات أنه سوف يثبت أن في مقدور اللغة اللاتينية الفصحى أن تعبر عن أحدث الآراء وأخص الشئون، وقد برع في فن اختيار الألفاظ البذيئة براعة جعلت» العالم كله يخشاه«من بعده، أداة لابتزاز أموال الناس. من ذلك أنه لما توفي ألفنسو ملك نابلي عن الكتابة إلى بجيو معترفاً بوصول الترجمة اللاتينية لكتاب فيروبيديا تأليف أكسانوفون Xanophon كتب الإنسان الحانق يقول: إن في مقدور القلم الطيب أن يطعن أي ملك من الملوك، فما كان من الفنسو إلا أن بادر بإرسال 500 دوقة ليقطع بها لسانه. وألف بجيو بعد أن أستمتع بكل شهوة وغريزة رسالة في شقاء أحوال البشر قال فيها إن شرور الحياة ترجح مباهجها، واختتمها بقول صولون Solon إن اسعد الناس حظاً من لا يولدون (23). وعاد إلى فلورنس حين بلغ الثانية والسبعين من عمره وعين أميناً للحاكم العام، ثم اختير في آخر الأمر حاكماً للمدينة. وقد عبر عن تقديره لهذا الاختيار بكتابة تاريخ لفلورنس على طريقة الأقدمين-جمع فيه بين أخبار السياسة والحرب والخطب الخيالية، ولما أن وافته المنية أخيراً وهو في سن التاسعة والسبعين تنفس غيره من الإنسانيين الصعداء (1459). ودفن هو أيضاً في كنيسة الصليب المقدس Santa Croce وأقيم له تمثال من صنع دوناتلو عند واجهة الكنيسة ، وحدث في أثناء الارتباك الناشئ من بعض التغييرات أن وضع ذلك التمثال في داخل الكنيسة نفسها بوصفه تمثالً لأحد الرسل الأثني عشر.
ولا جدال في أن المسيحية قد فقدت قبل ذلك الوقت من الناحيتين الفقهية والأخلاقية سلطانها على طائفة كبيرة من الإنسانيين الإيطاليين ربما كانت هي الكثرة الغالبة منهم. نعم إن طائفة منهم أمثال ترافرساري، وبروني، ومانتي في فلورنس، وفتورينو دا فلتري Vittorino da Felter في مانتو، وجوارينو دا فرونا Guarino da Verona في فرارا، وفلافيو بيوندو Flavio Biondo في روما قد بقوا أوفياء مخلصين لدينهم، إلا أن الثقافة اليونانية التي تكشف للكثيرين غيرهم والتي دامت ألف عام كاملة، وبلغت الذروة العليا في الأدب، والفلسفة، والفن مستقلة تمام الاستقلال عن اليهودية والمسيحية، نقول إلا أن هذه الثقافة كانت ضربة قاضية على إيمانهم بالعقيدة الدينية التي علمها القديس بولس، بالعقيدة القائلة أن» لا نجاة خارج الكنيسة«. واصبح سقراط وأفلاطون في نظر هؤلاء قديسين من غير رجال الدين، وبدت لهم أسرة الفلاسفة اليونان أعلى درجة من آباء الكنيسة اليونان واللاتين، كما أن نثر سقراط وشيشرون كان يبعث الخجل في نفس الكرادلة أنفسهم من اللغة اليونانية التي كتب بها العهد الجديد ومن اللغة اللاتينية التي ترجمه بها جيرو. كذلك خيل إلى هؤلاء أن روما الإمبراطورية أعظم نبلاً وكرامة من انزواء المسيحيين المؤمنين في صوامع الأديرة، كما أن الحرية التي اتسم بها تفكير اليونان في أيام بركليز والرومان في عهد أغسطس قد أفعمت عقول كثيرين من اٌلإنسانيين بالحسد الذي حطم في قلوبهم العقائد المسيحية التي تحث على التذلل، والإيمان بالدار الآخرة، والعفة، وأخذوا يتساءلون عما يدعوهم إلى إخضاع أجسامهم، وعقولهم، وأرواحهم إلى قواعد رجال الكنيسة الذين انقلبوا وقتئذ رجالا دنيويين، وأخذوا هم أنفسهم يمرحون ويطربون. وكانت العشرة القرون التي انقضت بين قسطنطين ودانتي في نظر هؤلاء الإنسانيين، غلطة يؤسف لها أشد الأسف، وخروجا، كالخروج الذي يصفه دانتي على نفسه، عن الصراط المستقيم. ولقد عفت من ذاكرة هؤلاء الكتاب ما كان في عقول من قبلهم من الأقاصيص المحببة عن العذراء والقديسين، لتفسح مكانها إلى تحولات أوفد Ovid's Metamorphoses وأغاني هوراس الفاسقة الفاجرة. وبدت الكنائس الكبرى وقتئذ دليلا على الهمجية، وفقدت تماثيلها الهزيلة روعتها في الأعين التي رأت تمثال أبلو بلفدير Apollo Belvedere والأصابع التي لمسته.
وهكذا كان مسلك الكثرة الغالبة من الإنسانيين مسلك من يرون أن المسيحية أسطورة تفي بحاجات خيال العامة وأخلاقهم ولكنها يجب ألا تأخذها العقول المتحررة مأخذ الجد، ولهذا كانوا يؤيدونها فيما ينطقون به أمام الجماهير، ويقولون إنهم يستمسكون بأصول الدين التي تنجيهم من العذاب، ويبذلون غاية جهدهم للتوفيق بين العقائد المسيحية والفلسفة اليونانية. لكن هذه الجهود نفسها قد كشفت عما يضمرون، فقد كانوا يعترفون اعترافاً ضمنيا بأن العقل هو الحكم الأعلى في كل شئ. وكانوا يعظمون محاورات أفلاطون بالقدر الذي يعظمون به العهد الجديد، وبهذا عملوا ما عمله السوفسطائيون السابقون على عهد سقراط في بلاد اليونان فحطموا بطريقة مباشرة أو غير مباشرة العقائد الدينية عند من كانوا يستمعون لهم، سواء كان ذلك عن قصد أو غير قصد. وكانت حياتهم تنم عن عقيدتهم الحقيقية. فقد كان الكثيرون يتخلقون بالأخلاق الوثنية في ناحيتها الشهوانية لا في ناحيتها الرواقية، ولم يكونوا يؤمنون بالخلود إلا إذا كان هو الخلود الناشئ عن تسجيل الأعمال العظيمة، وهو الخلود الذي لا يهبه الله بل تهبه أقلامهم، والذي يؤدي بالناس إما إلى المجد السرمدي أو العار الأبدي. وقد ارتضوا بعد جيل من أيام كوزيمو أن يقتسموا هذه القوة السحرية مع الفنانين الذين نحتوا أو رسموا صور أنصار الفن والأدب، أو شادوا الصروح الفخمة التي تخلد أسماء الأسخياء الواهبين. وكانت رغبة هؤلاء الأنصار في أن ينالوا هذا الخلود الدنيوي إحدى القوى الخلاقة فن النهضة وأدبها.
وظل تأثير الكتاب الإنسانيين القوة المسيطرة على الحياة العقلية في أوروبا الغربية نحو مائة عام. فقد كانوا هم الذين قووا إدراك الكتاب لجمال الشكل والتركيب، وعلموهم أساليب البلاغة، وزخرف القول، وما للأساطير القديمة من سحر وفتنة، وما للاقتباس من الكتاب الأقدمين من قوة، وعلموهم التضحية بالمعنى في سبيل سلامة العبارة وجمال الأسلوب. وكان افتتانهم باللغة اللاتينية هو الذي عاق تطور الشعر والنثر الإيطاليين مدى قرن كامل (1400-1500)، وهم الذين حرروا العلم من سلطان الدين، ولكنهم أخروا تقدمه بعبادتهم الماضي، وباهتمامهم الشديد بالكم في العلم بدل الملاحظة الموضوعية والتفكير الابتكاري. ومن أغرب الأشياء أن أقل ما لهؤلاء الكتاب من نفوذ هو الذي كان في الجامعات، وسبب ذلك أن هذه الجامعات كانت في أيامهم قد تقادم عهدها في إيطاليا، وأن كليات الحقوق، والطب، والدين، » والفنون«-أي اللغة، والأدب، والبيان، والفلسفة-القائمة في بولونيا، وبدوا وبيزا، وبياتشندسا، وبافيا، ونابلي، وسينا، وأرتسو، ولوكا، نقول كانت الكليات القائمة في هذه المدن قد استحوذت عليها عادات العصور الوسطى استحواذا يرد عنها كل توكيد جديد للثقافات القديمة. وكان أكثر ما فعلته أنها أنشأت في أماكن متفرقة كرسيان للبيان عينت فيه أحد هؤلاء الإنسانيين.أما ما كان لإحياء» الآداب«من أثر فقد جاء أكثره عن طريق المجامع العلمية التي أنشأها أنصار الأدب من الأمراء في فلورنس، ونابلي، والبندقية، وفرارا، ومانتوا، وميلان وروما. فقد كان الإنسانيون في تلك المدن يملون ما يريدون مناقشته من النصوص القديمة باللغة اليونانية أو اللاتينية، وكانوا في خلال هذا النقاش يعلقون باللغة اللاتينية على ما يتصل بهذه النصوص من مظاهر النحو، والصرف، والبيان، والسير، والجغرافية، والأدب. وكان طلابهم يدونون ما يملونه عليهم من النصوص ويثبتون في هوامش الصفحات كثيراً من الحواشي والتعليقات، وبهذه الطريقة تضاعفت تسخ الآداب القديمة كما تضاعف شروحها وانتشرت في أنحاء العالم. ومن أجل ذلك كان عهد كوزيمو عهد الانهماك في التعليم لا الانهماك في الأدب المبتكر الخلاق، فانحصرت أمجاد ذلك العصر الأدبية في النحو، والمعاجم اللغوية، وعلم الآثار القديمة، والبيان، والمراجعة الانتقادية للنصوص القديمة. وهكذا استقرت طريقة التبحر الحديث في العلم، وأداته، ومادته، ومهد الطريق الذي سار فيه تراث اليونان وروما حتى وصل إلى عقول المحدثين.
ولم يبلغ العلماء منذ عهد السوفسطائيين مثل ما بلغوه وقتئذ من المنزلة العالية في المجتمع وفي الشئون السياسية، ذلك أن الكتاب الإنسانيين صاروا أمناء ومستشارين لمجالس الشيوخ، والأمراء، وألأدواق، والبابوات، وكانوا يردون هذا العطف بالمديح المصوغ باللغة اللاتينية الفصيحة، كما يردون على الصد عنهم والاستهزاء بهم بالهجاء اللاذع القاتل، وقد بدلوا المثل الأعلى القديم للرجل الكامل المهذب من رجل شاكي السلاح لابس الزرد إلى إنسان كامل النماء بلغ أعلى درجات الحكمة والمنزلة الأدبية باستيعاب التراث الثقافي للجنس البشري. وقد غوت شهرتهم العلمية وبلاغتهم الساحرة ما وراء جبال الألب من أوروبا حين كانت جيوش فرنسا، وألمانيا، وأسبانيا، تحتشد للاستيلاء على إيطاليا، فأخذت هذه الثقافة تتسرب إليها قطرا بعد قطر، وتنتقل بها من صبغة العصور الوسطى إلى الصبغة الحديثة، فكان القرن الذي شهد كشف أمريكا هو بعينه الذي شهد إعادة كشف بلاد اليونان وروما، وكان التحول الأدبي والفلسفي الذي تم في ذلك الوقت أبلغ أثراً في الروح البشرية من الطواف حول الكرة الأرضية وارتياد مجاهلها. ذلك أن الإنسانيين لا الملاحين هم الذين حرروا عقول البشر من العقائد التعسفية، وعلموهم أن يحبوا الحياة بدلا من التفكير النكد في الموت، وأطلقوا العقل الأوربي من عقاله. وكان الفن آخر ما تأثر بالنزعة الإنسانية، لأن هذه النزعة كانت أكثر تجاوباً مع العقل منها إلى الحواس. ولذلك ظلت الكنيسة حتى ذلك الوقت أكبر نصير للفنون، كما كان أهم أغراض الفن هو نقل قصة المسيحية إلى غير المتعلمين وتجميل بيوت الله، ولهذا بقيت العذراء والطفل، وآلام المسيح وصلبه، وبقى الرسل، وآباء الكنيسة، والقديسون، الموضوعات التي لا غنى عنها لفني النحت والتصوير، بل والفنون الصغرى كذلك. بيد أن الإنسانيين أخذوا يعلمون الإيطاليين شيئاً فشيئاً معنى للجمال أكبر شهوانية من قبل، علموهم الإعجاب الصريح بجمال الجسم الآدمي-ذكرا كان أو أنثى وخاصة إذا كان عاريا-وتغلغل هذا الإعجاب في نفوس الطبقات المتعلمة، وكان اهتمام أدب النهضة بالحياة وتوكيدها، بدل التفكير ي الدار الآخرة مما أكسب الفن نزعة دنيوية خفية، وأدخل مصورو عصر لورندسو وما تلاه من العصور عناصر وثنية في الفن المسيحي، وذلك خين جاءوا بالحسان الإيطاليات يتخذونهن نماذج لتصوير العذراء، وبالشبان الوسيمين الأقوياء ليكونوا نماذج للقديسين. ولما أخذ الأمراء الزمنيون ينافسون رجال الكنيسة في السخاء على الفنيين وإمدادهم بالمال أثناء القرن السادس عشر تحدت فينوس (الزهرة) وأدرياني، ودافني، وديانا، وربات الشعر والأقذار، تحدث هذه سلطان العذراء، لكن مريم الأم ظلت محتفظة بسيطرتها الطيبة الصالحة إلى آخر أيام فن النهضة.

### علماء الإنسانيات الألمان
كانت ألمانيا بلداً فتياً في الآداب مثلما كانت في الحياة والفن... وانتشر تعلم القراءة والكتابة، وصدرت الكتب متدفقة من ستة عشر ناشرا في بازل، وعشرين في آوغسبورغ، وواحد وعشرين في كولونيا، وأربعة وعشرين في نورنبرغ. ولقد كان هناك أنطون موبرجر الذي استخدم وحده أربعا وعشرين مطبعة ومائة رجل، وكان الاتجار في الكتب يحتل جانبا كبيرا من التجارة الرائجة بالأسواق في فرانكفورت وزالتسبورغ ونوردلينغن وأولم، حتى قال أحد المعاصرين الألمان «إن كل إنسان اليوم يريد أن يقرأ ويكتب». وكتب آخر يقول: «لا نهاية للكتب الجديدة التي تؤلف». وتضاعف عدد المدارس في المدن، وكانت كل مدينة تقدم مكافآت أو منحا دراسية للطلبة الفقراء من الممتازين، وأنشئت تسع جامعات جديدة في هذه السنوات للتعليم الجديد. ونهضت أكاديميات أدبية في ستراسبورغ وآوغسبورغ وبازيل وفيينا ونورنبرغ وماينز، وفتح أبناء الطبقة الوسطى الأغنياء أمثال بويتنجر وبيركهايمربل والإمبراطور ماكسمليان نفسه مكتباتهم وعرضوا مجموعاتهم الفنية للناس، وتبرعوا بأموالهم للدارسين المتلهفين للدرس، وكان كبار رجال الدين أمثال يوهان فون دالبرغ أسقف ورمس وألبرخت من براندنبورگ، كبير أساقفة ماينز، أنصاراً مستنيرين للدراسة والشعر والفن، ورحبت الكنيسة في ألمانيا بعصر النهضة، وهي في هذا كانت تحذو حذو البابوات، ولكنها تشددت في الدراسات اللغوية لنصوص الكتاب المقدس وآباء الكنيسة. وطبعت النسخة اللاتينية من الكتاب المقدس ستا وعشرين طبعة في ألمانيا بين عامي 1453 و 1500، وكانت هناك عشرون ترجمة للكتاب المقدس قبل ترجمة لوثر. وليس من شك في أن انتشار العهد الجديد بين الناس قد أعدهم لتقبل ما أعلنه لوثر متحديا لتناقض الأناجيل مع الكنيسة، وأن قراءة العهد القديم أسهمت في تهويد البروتستانت للمسيحية من جديد.
وكانت الحركة الإنسانية في ألمانيا بادئ الأمر-وبعد شغفها بلوثر- أكثر مطابقة للعقيدة كما علم اللاهوت منها في إيطاليا، ولم يكن لألمانيا ماض قديم مثل إيطاليا ولم يتح لها أن أفادت من غزو روما الإمبراطورية لها وتعليمها، ولم يكن هناك رباط مباشر بينها وبين العهد القديم غير المسيحي وكانت ذاكرتها لا تكاد تتجاوز القرون التي دانت فيها المسيحية، وكان تضلعها في العلم لا يكاد يقتحم ما قبل عهد آبائها المسيحيين، وكانت نهضتها إحياء للمسيحية الأولى أكثر منها إحياء للآداب والفلسفة الكلاسية. وطوى الإصلاح الديني النهضة في ألمانيا.
ومع ذلك فإن مذهب الإيمان بالإنسان في ألمانيا اقتدى بزعامة إيطاليا، إذ أن بوجيو باتشيوليني وإنياس سيلفيوس وآخرين من علماء الإنسانيات جاءوا معهم بالبذرة عند زيارتهم لألمانيا، كما أن الألمان من الطلبة والحجاج ورجال الدين والتجارة والدبلوماسيين الذين زاروا إيطاليا عادوا وهم يحملون معهم - ولو عن غير قصد-لقاح عصر النهضة. ولقد تلقى رودولفوس أجريكولا، وهو ابن قسيس هولندي يرعى أبرشية، الكثير من التعليم في ارفورت وكولونيا ولوفان، ووقف سبع سنوات من عمره على التعليق في دراسات اللاتينية واليونانية في إيطاليا، ثم عاد ليدرس في جروننجن وهيدلبرج وورمس. وتعجب أهل العصر من فضائله غير المألوفة من الجماهير. التواضع والبساطة والأمانة والورع والعفة. وكتب باللغة اللاتينية ما يكاد يكون جديراً بشيشرون، وتنبأ بأن ألمانيا سوف «تبدو يوما وهي لا تقل لاتينية عن اللاتيوم». والحق أن هولندة أجريكولا قد أنجبت في الجيل التالي إرازموس وهو عالم باللغة اللاتينية إلى حد يتيح له أن يحس بأنه في وطنه لو قدر له أن يعيش في روما تاكيتوس وكوينتيليان. 
وأصيب أجريكولا في رحلة قام بها إلى روما بالحمى التي قضت عليه في هيدلبرج وهو في الثانية والأربعين من عمره (1485).
وكان يضارعه في النفوذ -لا في دماثة الطبع- جاكوب ويمفيلنج، وكان مزاجه حاداً بقدر ما كانت لاتينية رقيقة. وقرر ناظر المدرسة الألماني هذا أن يرفع ألمانيا إلى مستوى إيطاليا في التعليم والآداب، فوضع خططا لإنشاء نظام المدارس العامة، وأسس جمعيات من المتعلمين، وأدرك مع ذلك مدى الخطورة إذا تحقق التقدم الفكري دون أن يصحبه تطور أخلاقي. وتساءل قائلا: "ما فائدة تعليمنا إذا كانت أخلاقنا غير شريفة بفعل التناظر أو صناعتنا كلها لا تقترن بالورع، أو معركتنا كلها لا تحث على حب جارنا، أو كانت كل حكمتنا تفتقر إلى التواضع؟.
ويعد يوهانس تريثميوس راهب سبونهايم آخر علماء الإنسانيات المحافظين وهو الذي كتب عام 1496: «لقد ولت إلى غير عودة أيام تشييد الأديرة، أما أيام هدمها فآتية لا ريب فيها». ووصف سلتس، وهو عالم إنسانيات أقل إخلاصاً زميله تريثميوس بأنه «زاهد في الشراب، يزدري لحم الحيوان ويعيش على الخضر والبيض واللبن، كما كان يفعل أسلافنا في الوقت الذي... لم يكن هناك أطباء يشرعون في تركيب أدوية لداء النقرس والحمى». وأصبح في خلال حياته القصيرة متفننا في علوم جمة، بارعا في اللغات اللاتينية واليونانية والعبرية وآدابها، وقد قام بمراسلة أرازموس وماكسمليان والأمراء الإمبراطوريين المختارين، وشخصيات مشهورة أخرى وفسر عامة الناس في هذا العهد معارفه المكتسبة على أساس نظرية تذهب إلى أنه كان يملك قوى خفية خارقة. ومهما يكن من أمر فإنه مات وهو في الرابعة والخمسين من عمره (1516).
وكان كونرادوس سيلتس أقوى علماء الإنسانيات الألمان غيرة وأعظمهم أثراً، ولقد كان من مدينة وكأنه أديب جوال عجول يدرس في إيطاليا وبولندة والمجر، ويعلم في كولونيا وهايدلبرغ وكراكاو وبراگ وماينز وفيينا وإنجولستادت وبادوا ونورنبرغ، وكشف عن مخطوطات ثمينة كانت مهملة مثل مسرحيات هورتسويذا، وخرائط قديمة مثل تلك الخريطة التي أعطاها لبويتنجر وحملت اسمه. وكان يجمع حوله الدارسين أينما ذهب ويبث فيهم شغفه بالشعر والأدب الكلاسي والآثار الألمانية القديمة. وفي عام 1447 توَّجه الإمبراطور فردريك الثالث في نورنبرغ أميراً للشعراء في ألمانيا. وأسس سيلتس في ماينز (1941) جمعية الراين الأدبية الواسعة النفوذ وكانت تضم علماء وفقهاء في الدين وفلاسفة وأطباء ومؤرخين وشعراء ومحامين، أمثال اولريخ تسازيوس الفقيه القانوني الضليع وعلماء أمثال بيركهايمر وتريثموس ورويخلين وويمفيلنج. وأنشأ في فيينا، بأموال زوده بها ماكسمليان، أكاديمية للشعر أصبحت فيما بعد قسماً محترماً من الجامعة يعيش فيه الأساتذة والطلبة معاً في البيت نفسه وينهضان بالعمل ذاته. ويبدو أن سيلتس خسر عقيدته الدينية في خلال دراساته، فقد أثار مثل هذه الأسئلة: «هل تحيا الروح بعد الموت؟» و«هل هناك إله حقاً؟» وفي أسفاره اصطحب نماذج كثيرة من الجنس اللطيف ولكنه لم يصحب واحدة منهن إلى المذبح، وانتهى أمره إلى أن يقول في غبطة: «ليس هناك تحت الشمس أحلى من عذراء جميلة بين ذراعي رجل تبدد همومه».
ولقد انتشر هذا الانحلال المريب وأصبح بدعة بين علماء الإنسانيات الألمان في العقود الأخيرة قبل لوثر. وكتب أيوبان هيسي Heroides Christiane «الاستشهاد المسيحي» (1514) بلغة لاتينية سليمة، وقلد فيه اوڤيد في المجون أكثر مما قلده في الشكل، وتضمن خطابات حب من المجدلية إلى عيسى، ومن مريم العذراء إلى الأب المقدس، ولكي يقرن الفعل بالقول عاش في انحلال مثل تشليني وفاق في الشراب جميع من نافسوه ولم ير بأساً في أن يفرغ في بطنه دلوا من الجعة في جرعة واحدة.
ومهما يكن من أمر فإن كوثرادوس موتيانوس روفوس استطاع أن يوفق في رفق بين مذهب الشك والدين، ولقد اكتفى بعد أن فرغ من الدراسة في ديفنتر وإرفورت وفي إيطاليا، بمنصب ديني متواضع في جوتا ووضع على بابه هذا الشعار، «أيها السكون المقدس السعيد» Beata tranquilte، وجمع حوله الطلبة المعجبين وعلمهم «أن يقدروا أحكام الفلاسفة وأن يضعونها فوق أحكام القساوسة» ولكنه حذرهم حذرهم، بأنهم يجب أن يخفوا شكوكهم في العقيدة المسيحية عن الجمهور بالإقبال بأسلوب مهذب على إقامة الشعائر والمراسيم الدينية وقال: «إننا لا نقصد بالإيمان مطابقة ما نقول للواقع بل نعني رأياً بأن الأمور المقدسة تقوم على الفطرة والإقناع الذي ينشد المنفعة». واعترض على إقامة القداس للموتى باعتباره أمراً لا فائدة منه وعلى الصيام باعتباره شيئاً غير مرغوب فيه وعلى الاعتراف السري باعتباره عملاً يثير الارتباك. ورأى أن الكتاب المقدس يحتوي على حكايات خرافية كثيرة مثل حكاية يونس وأيوب، ومن يدري؟ لعل المسيح لم يمت حقاً على الصليب! فقد كان اليونان والرومان مسيحيين دون أن يحسوا ما داموا قد عاشوا في استقامة، وليس من شك في أنهم ذهبوا إلى الجنة. ويجب أن يكون الحكم على العقائد والشعائر مبنياً لا على أساس دعاواها الحرفية ولكن على أساس آثارها الأخلاقية. فإذا كانت ترقى بالنظام الاجتماعي والفضيلة عند الفرد فيجب أن يتقبلها الجمهور دون مناقشة، وطلب موتيانوس من مريديه أن يعيشوا حياة طاهرة، وأقسم في سنواته الأخيرة قائلا: لسوف أحول دراساتي إلى ورع ولن أتعلم من الشعراء أو الفلاسفة أو المؤرخين إلا ما يرقى بالحياة المسيحية. وبعد أن عاش بكل ما تقدمه الفلسفة من عزاء مات تحفه بركات الكنيسة (1526).
وليس من شك في أن استياء المحافظين من مذهب الشك الذي شاع بين علماء الإنسانيات المتأخرين قد بلغ عنفوانه عند أرق علماء هذا العصر وأرحبهم صدراً فقد لاحظ يوهانس رويخلين التقليد الذي درج عليه الناس في العصور الوسطى من جمع المعارف من أثني عشر مركزاً بفضل انتشار اللغة اللاتينية باعتبارها لغة التعليم في أوروبا الغربية. وفي مدرسة النحو تمبلدته فورتسهايم وفي جامعات فرايبورغ وباريس وبازل وأورليانز وبواتييه، وفي لينز وميلان وفلورنسا وروما تابع دراسة اللاتينية واليونانية والعبرية والقانون بحماسة تصل تقريباً إلى حد التعصب، ولقد غير اسمه على عادة علماء الإنسانيات الألمان- وهو مشتق من كلمة rauchen الألمانية بمعنى يدخن- إلى كابينو المأخوذة من كلمة kapnos اليونانية بمعنى التدخين. وألف وهو في العشين من عمره معجماً للغة اللاتينية طبع مرات. وفي روما أعطاه جوهانس أرجيروبولس قطعة صعبة من كتاب المؤرخ ثوسيديدس ليترجمها، فما كان من رويخلين إلا أن استجاب فوراً حتى صاح اليوناني العجوز: «الآن يفر اليونان وراء الألب». ولم يكن الطالب الشهم يترك حاخاما يمر دون أن يتعلم منه شيئاً من العبرية، ويزعم موتيانوس أنه سمع أن رويخلين أعطى دارساً يهودياً عشر قطع ذهبية ليشرح له معنى عبارة عبرية، وربما كان هذا حلم عالم بالإنسانيات.
وأقنع بيكو ديلا ميراندولا، رويخلين أن ينشد الحكمة في كابالا. وبمقارنة ترجمة جيروم للعهد القديم بالنص العبري الأصلي أشار «كابنيو» إلى كثير من الأخطاء فيما اعتاد علماء اللاهوت الاستشهاد به كنص لا يرقى الشك إليه. وعندما بلغ الثانية والثلاثي من عمره عين أستاذاً للعبرية في جامعة هايدلبرغ. وليس من شك في أن معجم اللغة العبرية وكتاب قواعد هذه اللغة اللذين ألفهما قد أتاحا دراسة اللغة العبرية والعهد القديم على أساس علمي وأسهما في أن يكون للكتب المقدسة المدونة بالعبرية تأثير قوى على الفكر البروتستانتى.
وحجب إعجابه بالعبرية شيئاً فشيئاً شغفه بالكلاسيات، فقد كتب يقول «إن اللغة العبرية لم يمسها الزيف وهي جامعة تؤثر الإيجار إنها اللغة التي تحدث بها الله للإنسان وهي التي تحدث بها الإنسان للملائكة وجهاً لوجه» 
واحتفظ بعقيدته السلفية أثناء دراساته جميعاً وإذا كان قد شابها قليل من التصوف فإنه قدم كل كتاباته وتعاليمه بإخلاص إلى سلطات الكنيسة.
وتحالفت طائفة من الظروف الغربية فجعلت منه بطلا لعصر النهضة الألمانية، إذ حدث في عام 1508 أن أصدر يوهانس بفيفر كورن، وهو حاخام تحول إلى قسيس، كتاب «مرآة اليهود» أدان فيه اضطهادهم وبرأهم من الجرائم الأسطورية التي شاع اتهامهم بها ولكنه حثهم في الوقت نفسه على أن يتخلوا عن إقراض النقود وعن التلمود وأن يدخلوا في المسيحية وقدم إلى الإمبراطور - وكان يؤازره في ذلك رهبان الدومينيكان في كولونيا - توصية بمصادرة جميع الكتب العبرية ما عدا العهد القديم، فأمر ماكسمليان بتسليم جميع كتب الأدب اليهودي، التي تنتقد المسيحية إلى بفيفر كورن لكي تفحصها جامعات كولونيا وإرفورت وماينز وهايدلبرغ وجاكوب فان هوجسترايتن رئيس محكمة التفتيش في كولونيا ورويخلين بفضل تضلعه في اللغة العبرية، وأشار الجميع ما عدا رويخلين بمصادرة الكتب وإحراقها، وهكذا أثبت رأى الإقليمية الذي يمثله رويخلين أنه معلم من معالم تاريخ التسامح الديني، فقد قسم الكتب اليهودية إلى سبع طوائف، إحداها يتكون من أعمال تسخر صراحة من المسيحية وهذه يجب أن تحرق أما الباقي وتشمل التلمود فيجب الحفاظ عليها حتى ولو كان هذا لمجرد أن لها قيمة كبيرة بالنسبة للمعرفة المسيحية، وقال بفيفر كورن إن لليهود حقا في أن تكون لهم الحرية في الرأي كمواطنين بالإمبراطورية ولأنهم لم يرتبطوا بأي التزام نحو المسيحية.
وتحدث رويخلين في رسائله الخاص عن بفيفر كورن فقال إنه «حمار» لم يتيسر له أن يحسن فهم الكتب التي اقترح إتلافها. وكان رد بفيفر كورن على هذه المجاملات أن أصدر كتاب «مرآة اليد». وقد هاجم فيه رويخلين وعدة أداة رشاها اليهود. فرد عليه رويخلين طعنة بطعنة وأصدر كتاب «مرآة العين» الذي أثار عاصفة بين المحافظين. وشكت كلية اللاهوت في كولونيا إلى رويخلين أن كتابه قد أسعد اليهود كثيراً وطالبوه أن يسحبه من التداول. وحرم ماكسمليان بيعه فاستغاث رويخلين بالبابا ليو العاشر فأحال الأمر إلى مستشارين مختلفين فقرروا أن الكتاب لا ضرر منه، فما كان من ليو إلا أن يوقف الدعوى وأكد لعلماء الإنسانيات حوله أنه لن يلحق رويخلين أي أذى.
وفي غضون ذلك اتهم بفيفر كورن وأنصاره من رهبان الدومينيكان رويخلين أمام محكمة التفتيش في كولونيا بأنه كافر بالمسيحية وخائن لعهدها، فتدخل كبير الأساقفة وأمر بإحالة القضية إلى روما التي أحالتها بدورها إلى محكمة شبير الأسقفية فبرأت رويخلين، ولجأ الدوينيكان بدورهم إلى روما وأمرت الكليات الجامعية في كولونيا وارفورت وماينز ولوڤان وباريس بإحراق كتب رويخلين.
وأنه لأمر عجيب - ودليل مبين على الحيوية الثقافية في ألمانيا في هذا العصر أن يتصدى للدفاع عن رويخلين عدد كبير من المشهورين وقتذاك: إرازموس وبيركهاميمر وبويتنجر وأويكولا مبادوس البازيلي وفيشر أسقف روشستر وأولريخ فون هوتن وموتيانوس وايوبان هس ولوثر وميلانكستون، بل ودافع عنه بعض كبار رجال الدين من أنصار علماء الإنسانيات كما كان الحال في إيطاليا. وأعلن الأمراء الإمبراطوريون المختارون والأمراء وثلاثة وخمسون مدينة تأييدهم لرويخلين. وجمعت رسائل من المدافعين عنه ونشرت، وذلك مثل «رسائل من رجال مشهورين إلى يوحنا رويخلين» Clarorum viorum pistolae ad johanem Reuchlin. وفي عام 1515 أصدر علماء الإنسانيان كتابا أشد خطراً هو صفحة 324 (آخر الصفحة) أي رسائل من رجال مغمورين إلى الأستاذ المبجل أورتونيوس جراتيوس أستاذ الأدب في كولونيا. وتعد هذه الرسائل في تاريخ الأدب. وأحرزت نجاحا كبيراً إلى حد أن طبعة موسعة صدرت منها عام 1516 ثم نشر ملحق لها بعد عام. وادعى المؤلفون أنهم رهبان أتقياء معجبون بجراتيوس وأعداء لرويخلين، وأخفوا شخصياتهم تحت أسماء مستعارة عجيبة - نيكولاوس كابريمولجيوس (حالب لبن الماعز) ويوهانس بيليفكس (صانع الجلد) وسمون فورست (السجق) وكونرادوس أونكبيونك. واشتكى الكتاب من السخرية التي وجهها إليهم الشعراء (كما كان يطلق على علماء الإنسانيات الألمان) وذلك بلغة لاتينية أسيئت صياغتها عمداً، قلدوا فيها أسلوب رجال الأديرة، وطالبوا في إلحاح بمقاضاة رويخلين: وفي الوقت نفسه فضحوا جهلهم المطلق وفظاظة أخلاقهم وغلظة عقولهم، وناقشوا نسائل تدعو للسخرية في رصانة على نحو ما يفعل أنصار فلسفة الكلام واستشهدوا بآيات من الكتاب المقدس لتخفيف العبارات البذيئة - وسخروا بلا تيقظ من الاعتراف السمعي وبيع صكوك الغفران وتبجيل مخلفات القديسين ومن سلطة البابا، وهي الموضوعات نفسها التي تناولها الإصلاح الديني. وحارت كل الأوساط الأدبية في ألمانيا في التعرف على شخصيات مؤلفي هذه المجلدات: ولم يسلم الناس إلا فيما بعد بأن كروتوس روبيانوس الارفورتي وهو أحد مريدي موتيانوس، قد كتب معظم ما ورد بالطبعة الأولى وأن هوتن كتب معظم ما ورد بالملحق. وتميز ليو العاشر غضبا فحرم قراءة أو حيازة الكتاب وأدان رويخلين ولكنه أحل له نفقات محاكمة سبيير (1520)، وانسحب رويخلين وهو شيخ منهوك القوى في الخامسة والستين ليعيش في الغمرات ونسبه الناس بغير صخب في غمار تألق الإصلاح الديني.
واختفت حركة علماء الإنسانيات الألمانية بدورها في وهج هذه النار التي أضرمت كل شيء وتعرضت لحرب شعواء من معظم الجامعات من ناحية ومن رجال الإصلاح الديني الذين دخلوا معها في صراع من أجل الحياة من ناحية أخرى، فدعموا قضيتهم بعقيدة دينية ركزت على خلاص الروح في العالم الآخر. ولم تترك الناس إلا فسحة ضئيلة من الوقت يتدارسون فيها الحضارة الكلاسية أو يصلحون من أحوالهم في هذه الحياة الدنيا، وحكم علماء الإنسانيات الألمان على أنفسهم بالهزيمة عندما فشلوا في الارتقاء بالأدب اليوناني إلى مستوى الفلسفة اليونانية.
وبالدخول في جدل عقيم أو الإغراق في صوفية أقل نضجا من صوفية اكهارت، لم يتركوا أعمالا عظيمة إذ أن كتب قواعد اللغة والمعاجم التي كان رويخلين يؤمل أن تكون «أثرا خالدا له يبقى أكثر من النحاس الأصفر» سرعان ما طويت في غياهب النسيان. ومع ذلك فمن يدري أن لوثر كان يجرؤ على أن يطلق قذائفه التي تشبه قذائف داود على تيتزل والبابوات إذا لم يكن عقل ألمانيا قد تحرر إلى حد ما من الرعب من أنصار الكنيسة الرومانية الكاثوليكية على يد علماء الإنسانيات. لقد كان أتباع رويخلين وموتيانوس أقلية قوية في إرفورت حيث درس لوثر لمدة أربع سنوات وأصبح شاعر ألماني في هذا العهد وتغذى بلبان علم الإنسانيات رسولاً متحمساً للإصلاح الديني.

## قراءات إضافية
- Bolgar, R. R. The Classical Heritage and Its Beneficiaries: from the Carolingian Age to the End of the Renaissance. Cambridge, 1954.
- إرنست كاسيرر. Individual and Cosmos in Renaissance Philosophy. Harper and Row, 1963.
- Cassirer, Ernst (Editor), Paul Oskar Kristeller (Editor), John Herman Randall (Editor). The Renaisssance Philosophy of Man. University of Chicago Press, 1969.
- Cassirer, Ernst. Platonic Renaissance in England. Gordian, 1970.
- Celenza, Christopher S. The Lost Italian Renaissance: Humanism, Historians, and Latin's Legacy. Baltimore: Johns Hopkins University Press. 2004 ISBN 978-0-8018-8384-2
- دسيدريوس إراسموس، Desiderius. "The Epicurean". In Colloquies.
- Garin, Eugenio. Science and Civic Life in the Italian Renaissance. New York: Doubleday, 1969.
- Garin, Eugenio. Italian Humanism: Philosophy and Civic Life in the Renaissance. Basil Blackwell, 1965.
- Garin, Eugenio. History of Italian Philosophy. (2 vols.) Amsterdam/New York: Rodopi, 2008. ISBN 978-90-420-2321-5
- Grafton, Anthony. Bring Out Your Dead: The Past as Revelation. Harvard University Press, 2004 ISBN 0-674-01597-5
- Grafton, Anthony. Worlds Made By Words: Scholarship and Community in the Modern West. Harvard University Press, 2009 ISBN 0-674-03257-8
- Hale, John. A Concise Encyclopaedia of the Italian Renaissance. Oxford University Press, 1981, ISBN 0-500-23333-0.
- Kallendorf, Craig W, editor. Humanist Educational Treatises. Cambridge, Mass.: The I Tatti Renaissance Library, 2002.
- Kraye, Jill (Editor). The Cambridge Companion to Renaissance Humanism. Cambridge University Press, 1996.
- Kristeller, Paul Oskar. Renaissance Thought and Its Sources. Columbia University Press, 1979 ISBN 978-0-231-04513-1
- بيكو ديلا ميراندولا. Oration on the Dignity of Man. In Cassirer, Kristeller, and Randall, eds. Renaissance Philosophy of Man. University of Chicago Press, 1969.
- كوينتن سكينر. Renaissance Virtues: Visions of Politics: Volume II. Cambridge University Press, [2002] 2007.
- McManus, Stuart M. "Byzantines in the Florentine Polis: Ideology, Statecraft and Ritual during the Council of Florence". Journal of the Oxford University History Society, 6 (Michaelmas 2008/Hilary 2009).
- Melchert, Norman (2002). The Great Conversation: A Historical Introduction to Philosophy. McGraw Hill. {{استشهاد بكتاب}}: الوسيط غير المعروف |الرقم المعياري= تم تجاهله يقترح استخدام |ردمك= (مساعدة)
- Nauert, Charles Garfield. Humanism and the Culture of Renaissance Europe (New Approaches to European History). Cambridge University Press, 2006.
- Plumb, J. H. ed.: The Italian Renaissance 1961, American Heritage, New York, ISBN 0-618-12738-0 (page refs from 1978 UK Penguin edn).
- Rossellini, Roberto. The Age of the Medici: Part 1, Cosimo de' Medici; Part 2, Alberti 1973. (Film Series). Criterion Collection.
- جون أدينغتون سيموندز.The Renaissance in Italy. Seven Volumes. 1875-1886.
- Trinkaus، Charles (1973). "Renaissance Idea of the Dignity of Man". في Wiener، Philip P (المحرر). Dictionary of the History of Ideas. مؤرشف من الأصل في 2011-10-07. اطلع عليه بتاريخ 2009-12-02. {{استشهاد بكتاب}}: الوسيط غير المعروف |الرقم المعياري= تم تجاهله يقترح استخدام |ردمك= (مساعدة)
- Trinkaus, Charles. The Scope of Renaissance Humanism. Ann Arbor: University of Michigan Press, 1983.
- إدغار ويند. Pagan Mysteries in the Renaissance. New York: W.W. Norton, 1969.

## وصلات خارجية
- Humanism 1: An Outline by Albert Rabil, Jr.
- "Rome Reborn: The Vatican Library & Renaissance Culture: Humanism". The Library of Congress. 2002-07-01